# Émile Jean Sulpis
Pour les articles homonymes, voir Sulpis.
Ne doit pas être confondu avec Jean-Joseph Sulpis.
Émile Jean Sulpis, né le 22 mai 1856 à Paris et mort le 31 décembre 1942, est un dessinateur et graveur français.

## Biographie
Émile Jean Sulpis est le fils du graveur d'architecture Jean-Joseph Sulpis (1826-1911), avec lequel il est parfois confondu.
Il est élève à l'École Estienne à Paris, où il enseignera la gravure. Il est également élève d'Alexandre Cabanel et de Louis-Pierre Henriquel-Dupont.
Il expose au Salon des artistes français à partir de 1880, et y obtient une médaille de première classe en 1894.
Il obtient le prix de Rome en 1884 et devient pensionnaire de la villa Medicis à Rome du 30 janvier 1885 au 31 décembre 1888.
Il obtient le grand prix de l'Exposition universelle de 1900, année où il est nommé chevalier de la Légion d'honneur..
Il participe à l'Exposition franco-britannique de 1908 à Londres, où il expose La Sagesse victorieuse des Vices d'après Andrea Mantegna (Paris, Chalcographie du Louvre). Il habite à cette époque au 93, rue Denfert-Rochereau à Paris.
Il quitte son poste de professeur de dessin à l'école Estienne en 1911, date à laquelle il est admis à la retraite, remplacé par Mathurin Méheut.
Il est élu en 1911 à l'Académie des beaux-arts, section quatre, gravure, fauteuil qu'il occupe jusqu'à sa mort en 1942.
Le graveur Albert Decaris rédige après sa mort une notice sur sa vie et son œuvre.

## Œuvres

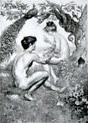
Adam et Ève, vers 1884, gravure.

Émile Jean Sulpis est connu pour ses gravures de reproduction des grands maîtres, notamment Albrecht Dürer.
- Esclave, d'après Michel-Ange, 1884.
- La Parabole des aveugles, d'après Pieter Brueghel l'Ancien, 1890.
- Saint Sébastien, d'après Andrea Mantegna, gravure[N 2].
- L'Homme au verre de vin, d'après Jan Van Eyck[8].

Il réalise également des gravures originales :
- Cérès ;
- Adam et Ève, vers 1884.

## Récompenses et distinctions
- Prix de Rome en gravure, 1884.
- Grand prix de l'Exposition universelle de 1900.
- Officier de la Légion d'honneur (1925)

## Élèves
- Émile-Henri Feltesse
- Gaston Prost (1881-1967)[9].